# Edward Sels
Edward Sels (* Vorselaar, 27 de agosto de 1941). Fue un ciclista belga, profesional entre 1963 y 1972, cuyos mayores éxitos deportivos los logró en las tres Grandes Vueltas al obtener 7 victorias de etapa en el Tour de Francia, 2 victorias de etapa en la Vuelta a España y 1 victoria de etapa en el Giro de Italia.

## Palmarés
| 1964 - Campeonato de Bélgica de ciclismo en ruta - 4 etapas en el Tour de Francia - 1 etapa en la Vuelta a España - 1 etapa en la París-Niza - 1 etapa en el Tour de Luxemburgo - 1 etapa en la París-Luxemburgo 1965 - París-Bruselas - 1 etapa en el Tour de Francia - 1 etapa en el Giro de Cerdeña - 1 etapa de la Vuelta a Bélgica - Gran Premio Marcel Kint - 1 etapa en la París-Luxemburgo 1966 - Tour de Flandes - Schaal Sels - 2 etapas en el Tour de Francia | 1967 - Tour de Limburgo - Circuito de la Frontera - G. P. Kanton Aargau - 4 etapas en la Vuelta a Andalucía - 1 etapa en los Cuatro días de Dunkerque 1968 - Scheldeprijs Vlaanderen - Schaal Sels - 1 etapa en el Giro de Italia - 1 etapa en los Cuatro días de Dunkerque 1969 - 1 etapa en la Vuelta a España |

## Resultados en Grandes Vueltas
|                 | 1962 | 1963 | 1964 | 1965 | 1966 | 1967 | 1968 | 1969 | 1970 | 1971 | 1972 |
| --------------- | ---- | ---- | ---- | ---- | ---- | ---- | ---- | ---- | ---- | ---- | ---- |
| Tour de Francia | -    | -    | 33º  | Ab.  | 38.º | -    | Ab.  | -    | Ab.  | -    | -    |
| Giro de Italia  | -    | -    | -    | -    | -    | Ab.  | -    | -    | -    | -    | -    |
| Vuelta a España | -    | -    | Ab.  | -    | -    | -    | -    | 54.º | -    | -    | -    |
| Mundial en Ruta | -    | -    | 36º  | 14º  | Ab.  | -    | -    | -    | -    | -    | -    |